# Midnatsrytteren
Midnatsrytteren er en amerikansk stumfilm fra 1917 af Tod Browning.

## Medvirkende
- Mabel Taliaferro som Peggy Desmond
- Thomas Carrigan som Neil Dacey
- William J. Gross som Anthony Desmond
- Sam J. Ryan som Squire O'Malley
- Nathaniel Sack som Terence O'Malley